# Комаров, Владимир Борисович
Комаров Владимир Борисович (10 мая 1890, Ревель — 8 октября 1971, Ленинград) — советский учёный в области горного дела, доктор технических наук (1943), профессор (1943). Лауреат Сталинской премии (1951).

## Биография
Родился 10 мая 1890 года в городе Ревель (ныне Таллинн).
В 1907 году поступил в Горный институт (Санкт-Петербург). В 1914 году прервал учёбу и был мобилизован в царскую армию, участвовал в боях Первой мировой войны.
В 1918 году демобилизован, год работал в управлении Северной железной дороги и на Волховстрое. Затем служил в Красной армии.
В 1920 году восстановился в Горном институте, который окончил в 1921 году, остался на научно-педагогической работе: научный сотрудник, ассистент, с 1930 года — доцент кафедры горного искусства. В 1925—1930 годах — учёный секретарь научно-технического совета по горному делу ВСНХ СССР. В 1933 году без защиты диссертации утверждён в звании доцента. В 1937 году организовал кафедру рудничной вентиляции и техники (бессменно руководил кафедрой до 1967 года). В 1943 году защитил докторскую диссертацию, утверждён в звании профессора. Член КПСС с 1958 года. В 1967 году оставил должность заведующего кафедрой рудничной вентиляции и охраны труда и до конца жизни работал профессором кафедры.
Умер 8 октября 1971 года в Ленинграде, где похоронен на Серафимовском кладбище.

## Научная деятельность
Специалист в области горного дела. Автор более 100 научных работ.
Разработал методы обследования шахтных вентиляционных сетей и вентиляторов главного проветривания. Исследовал утечки воздуха в шахтах, тепловой, газовый и пылевой режимы, разработал мероприятия по нормализации рудной атмосферы (в том числе в районах вечной мерзлоты). Руководил исследованиями шахт Донбасса, Урала, Воркуты, рудников Кольского полуострова, Норильска и Северного Кавказа.
В 1929—1934 годах исследовал Кривбасс, изучал проблемы сопротивления горных выработок, производственного травматизма.

### Научные труды
- Рудничная вентиляция / А. А. Скочинский, В. Б. Комаров. — М., Л.: Углетехиздат, 1949. — 443 с.

## Награды
- Орден Трудового Красного Знамени (25 июня 1944) — за выдающиеся заслуги в области подготовки инженерных кадров для горной промышленности;
- Сталинская премия 1-й степени (1951) — за учебник «Рудничная вентиляция» (1949, в соавторстве с А. А. Скочинским);
- Заслуженный деятель науки и техники РСФСР (1965);
- Дважды Орден Ленина;
- Медали.